# Radó von Kövesligethy
Radó von Kövesligethy (Verona, Áustria-Hungria, 1 de setembro de 1862 — Budapeste, 11 de outubro de 1934) foi um físico, astrônomo e geofísico húngaro.
A primeira equação espectral bem sucedida de um corpo negro foi a teoria do espectro contínuo de corpos celestiais de Rado von Kövesligethy, publicada 15 anos antes de Planck, em 1885 na Hungria e em 1890 na Alemanha. Obteve uma equação espectral com as propriedades: a distribuição espectral da radiação depende somente da temperatura, a energia total irradiada é finita (15 anos antes de Planck!), o comprimento de onda da intensidade máxima é inversamente proporcional à temperatura (oito anos antes de Wien!). Usando sua equação espectral, estimou a temperatura de diversos corpos celestes, incluindo o sol.
Formulou leis para estabelecer o epicentro de terremotos.
Foi assistente de Loránd Eötvös.
Em 1895 foi eleito membro correspondente da Academia de Ciências da Hungria, eleito membro pleno em 1909.